# Nikolaus Hein

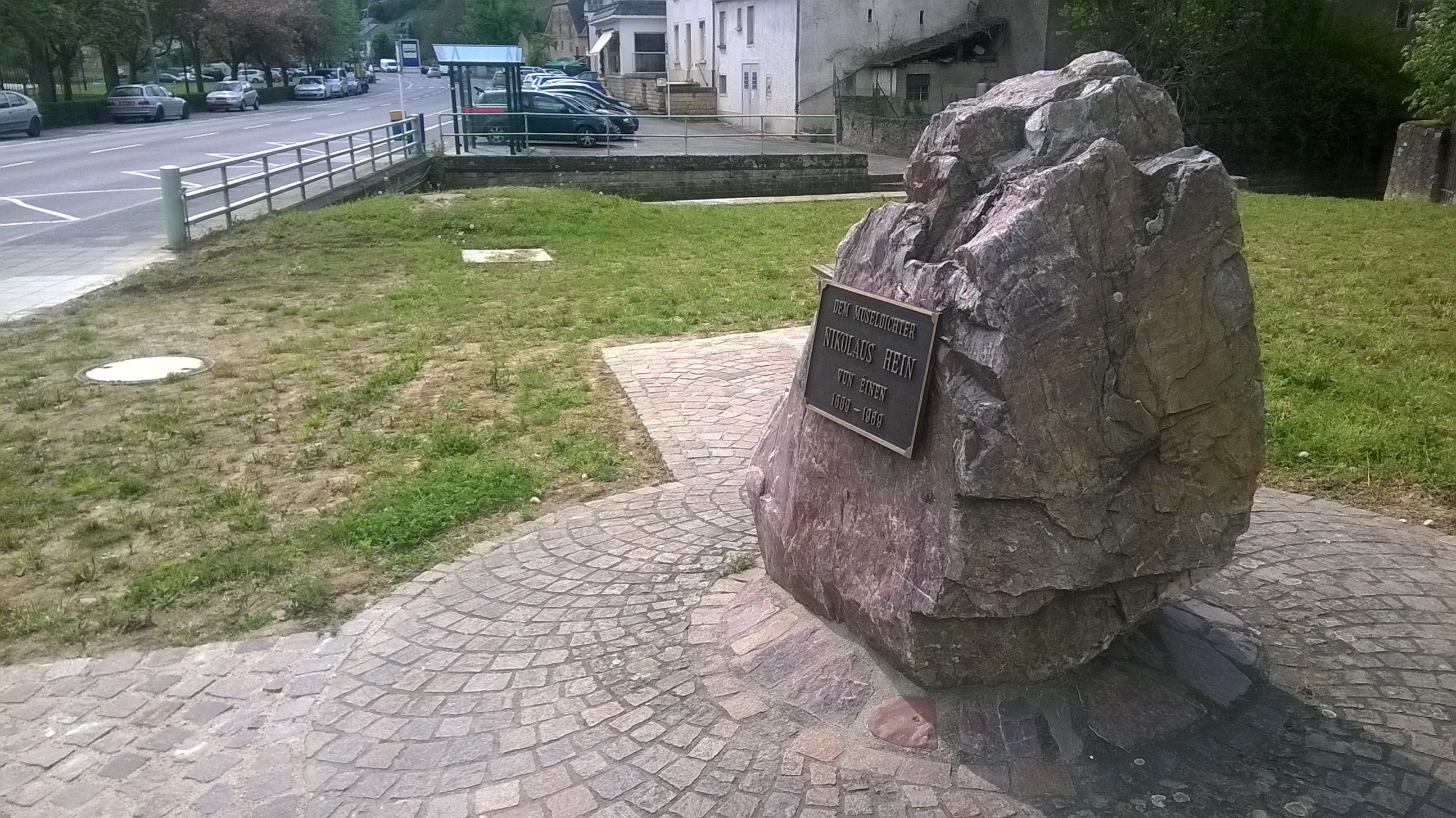
Gedenkstein zu Ehren Heins in Ehren, Luxemburg

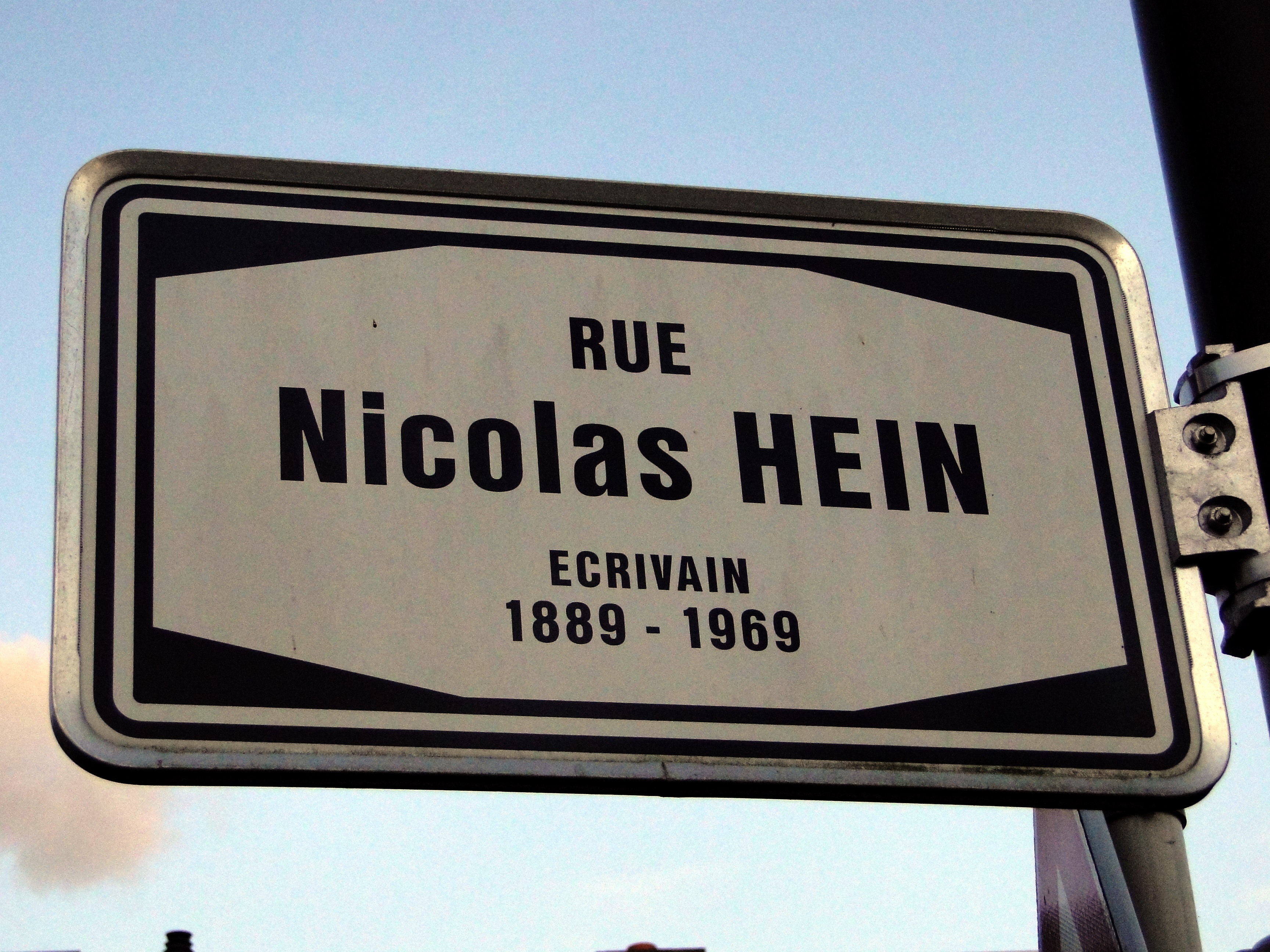
Rue Nicolas Hein in Luxemburg

Nikolaus Hein (auch Nicolas; * 17. Juni 1889 in Ehnen; † 7. Oktober 1969 in Luxemburg-Eich) war ein Luxemburger Altphilologe, Übersetzer und Heimatdichter.

## Leben und Werk
Als Sohn eines Winzers verbrachte Hein seine Kindheit in Ehnen. Ab 1901 ging er in der Stadt Luxemburg zur Schule. Zunächst bis zum Abitur 1908 auf das Athenäum, das letzte Schuljahr bis 1909 belegte er Cours supérieurs, um anschließend ein Jahr in München und zwei Jahre bis 1912 an der Sorbonne in Paris Germanistik, Altphilologie und Geschichte zu studieren.
1910 gehörte er zu den Gründungsmitgliedern des katholischen Akademikervereins in Echternach, wo er anfangs auch unterrichtete, ab 1915 dann in Luxemburg an der Industrie- und Handelsschule. 1914/15 war er zudem Lehrbeauftragter am neu gegründeten Mädchengymnasium. Nach dem Ersten Weltkrieg lehrte Hein am Athenäum und war in den Jahren 1932 bis 1939 Hoflehrer des Erbprinzen Johann, der allerdings ab 1934 in einem britischen Internat seine Schulzeit verbrachte. In den Jahren  1918 bis 1965 arbeitete Hein als Übersetzer und Schriftleiter des Kammergerichts.
Hein war ein großer Verehrer Goethes und widmete sich in zahlreichen Werken der deutschen Kultur. 1932 nahm er an den 100. Todesjahr-Feierlichkeiten in Weimar teil und hielt vor dem Südwestdeutschen Rundfunkdienst zwei Festvorträge. „Vor dem Hintergrund seiner klassizistischen Ästhetikvorstellung verurteilte er die realistische und politische Literatur der Gruppe 47. Er fühlte sich Jakob Kneip, Stefan Andres, Hermann Kasack oder Paul Noesen, Nicolas Margue und Max Goergen verpflichtet.“
Heins Dichtungen rund um die heimatlichen, naturidyllischen Mosellandschaften sind geprägt von impressionistischer und antimodernistischer Nationalidentität sowie von Ehrfurcht vor der Natur und dessen zivilisatorischer Bedrohung. Er wurde sicher auch von dem archaischen Winzerberuf seines Vaters geprägt. Politisch und kulturell neigten sich seine Präferenzen etwas stärker dem Deutschen als dem Französischen Kulturraum hin. Eine eigenständige luxemburgische Kulturidentität sah er zunächst nicht. Erst mit seiner ersten auf Luxemburgisch verfassten Erzählung De Blannen Theis wandte er sich 1945 etwas von der deutschen Sprache ab. Mit Der Verräter zog Hein Bilanz zu den revolutionären Umbrüchen 1831 bis 1839 in seinem Heimatland. Diese Erzählung wurde 1947 mit dem luxemburgischen Prix de littérature ausgezeichnet und 1989 unter dem Titel De falschen Hond verfilmt.

## Auszeichnungen
- Prix de littérature für seine Erzählung Der Verräter, 1947
- Straße Rue Nicolas Hein in der Stadt Luxemburg
- Gedenkstein an der Hauptstraße von Ehnen

## Werke (Auswahl)
- Lichter und Funken, Mertens, Luxemburg 1917
- Heimkehr,
- Goethe in Luxemburg Luxemburg, Industrie- u. Handelsschule 1925
- Unterwegs, Luxemburg, Der Freundeskreis 1939
- Der Brunnen, Luxemburg, V. Buck 1955
- Kleines Vermächtnis, Luxemburg, de Frëndëskrees Bd. 35 1971
- Gertrud. Ein Moselroman, J. Groben, Ehnen 1999